# Sophia Holt
Sophia Holt (Zwolle, 1658 - 1734), fou una pintora neerlandesa del segle xviii.

## Biografia
Era filla del secretari de la ciutat Johan Holt. Juntament amb les seves cosines Aleida Greve, Anna Cornelia Holt i Cornelia van Marle, va seguir lliçons de dibuix i pintura a l'estudi de Wilhelmus Beurs, qui va dedicar el seu llibre De groote waereld en 't kleen geschildert a aquest grup de noies. Es va escriure el nom de Sophia en la part superior, i es va esmentar que era la mestressa de casa de Mattheus Noppen, amb qui s'havia casat el 1689.
Segons el Rijksbureau voor Kunsthistorische Documentatie va ser alumna de Wilhelmus Beurs durant quatre anys. El seu marit era un ministre de l'església reformada holandesa i originari de Norwich Ell va escriure un poema a l'àlbum de Joanna Koerten.
La seva pintura de l'al·legoria històrica de Cleòpatra suïcidant-se, està situat en un paisatge de fantasia i d'elements arquitectònics, amb un vestit que es caracteritza pels seus plecs de setí i que recorda l'obra de la seva contemporània Gesina ter Borch.